# Tonsilla lyrata
Tonsilla lyrata är en spindelart som först beskrevs av Wang et al. 1990.  Tonsilla lyrata ingår i släktet Tonsilla och familjen mörkerspindlar. Inga underarter finns listade i Catalogue of Life.